# Подол (Ильинское сельское поселение)
Подол — деревня в Угличском районе Ярославской области. Входит в состав Ильинского сельского поселения.

## География
Находится в юго-западной части Ярославской области на расстоянии приблизительно 32 км на юг-юго-восток по прямой от железнодорожной станции Углич.

## История
Деревня была отмечена еще на карте 1798 года. В 1859 году здесь (деревня Угличского уезда Ярославской губернии) было учтено 12 дворов, в 1898 — 13.

## Население
Численность населения: 138 человек (1859 год), 15 (русские 100 %) в 2002 году, 6 в 2010.